# Conrado del Campo
Conrado del Campo y Zabaleta (28. října 1878 Madrid – 17. března 1953 tamtéž) byl španělský houslista, dirigent, hudební skladatel a pedagog.

## Život
Základy hudebního vzdělání získal v církevní škole Reales Escuelas Pías de San Antón, kde se vyznamenal svým sopránem a hudebnosti. Pocházel z chudých poměrů a svá studia si musel sám financovat. V září roku 1889 se stal studentem madridské konzervatoře. Jeho učiteli byli José del Hierro, Jesús de Monasterio, Pedro Fontanilla a Emilio Serrano. Absolvoval také mistrovský kurz u Ruperta Chapí. V roce 1890 získal první cenu v hudební teorii a stipendium ke studiu v Berlíně.
Od svých 14 let hrál v orchestru divadla Circus Colón. Později byl houslistou v divadlech Príncipe Alfonso a Apolo a konečně zakotvil v královském divadle Teatro Real, kde působil až do roku 1926. Hrál rovněž v komorních souborech Cuarteto Francés a Quinteto de Madrid. V roce 1899 získal cenu za skladbu pro symfonickou báseň Ante las Ruinas.
V roce 1915 se stal profesorem skladby na konzervatoři v Madridu. Mezi jeho žáky byli takoví hudebníci jako Cristóbal Halffter, Enrique Franco, Amadeo Roldán a Domingo Santa Cruz Wilson. Na přelomu let 1903–1904 stál u zrodu Madridského symfonického orchestru (Orquesta Sinfónica de Madrid). V letech 1946–1950 byl jeho hlavním dirigentem.
Conrado del Campo je autorem 17 symfonických skladeb, 12 smyčcových kvartetů, tří mší, 25 sborových skladeb, 25 písní a řady drobnějších komorních skladeb. Zemřel v Madridu 17. března 1953 ve věku 74 let.

## Dílo (výběr)

### Opery
- El final de Don Álvaro, 1911
- La tragedia del beso, 1915
- El Avapiés, 1919
- Fantochines, 1924

### Zarzuela|Zarzuely
- La Neña, 1904
- Aires de la Sierra, 1909
- El Bachiller Medina, 1909
- Astucia de mujer, 1912
- La Flor de Agua, 1914
- La Culpa, 1914
- La Romería, 1917
- El Hombre mas guapo del mundo, 1920
- Bohemios, 1920
- El Carrillón o El Demonio ha entrado en Flandes, 1922
- El País del Sol, 1925
- En plena locura, 1926
- La Flor del Pazo o La Prometida, 1926
- El Cabaret de la Academia, 1927
- La Promesa, 1928
- La Malquerida, 1939
- Lola, la Piconera, 1950
- El Burlador de Toledo (z pozůstalosti, uvedena r. 1965)

### Symfonické skladby
- Ante las Ruinas
- Bocetos castellanos
- Obertura madrileña
- Evocación y nostalgia de los molinos de viento
- Evocación en Castilla
- Fantasía castellana
- Tríptico castellano
- El viento de Castilla